# Espadas entre la niebla
Espadas entre la niebla (título original en inglés: Swords in the Mist) es una colección de cuentos cortos de fantasía de Fritz Leiber que forma parte de su ciclo de espada y brujería Fafhrd y el Ratonero Gris. Cronólogicamente es el tercer volumen en el ciclo completo de siete. Fue publicado por primera vez en rústica en 1968 por Ace Books, quien reimprimió el volumen varias veces hasta septiembre de 1990: posteriormente las ediciones en rústica fueron realizadas por ibooks (2003) y DH Press (2007). Ha sido publicado en el Reino Unido por Mayflower Books (1979) y Grafton (1986 y 1987). La primera edición en tapas duras corresponde a Gregg Press en diciembre de 1977. El libro ha sido además incluido en varias ediciones colectivas: The Three of Swords (1989), Lean Times in Lankhmar (1996), The First Book of Lankhmar (2001), y Lankhmar (2008).
La primera edición en español es de 1987, por Martínez Roca, traducido por Jordi Fibla Feito, ISBN 978-84-270-1156-4.
El libro reúne seis cuentos cortos, tres de los cuales fueron publicados originariamente en la revista Fantastic en mayo de 1963, noviembre de 1959 y mayo de 1960. Otro se publicó en la colección Night's Black Agents (1947), y los dos restantes eran inéditos hasta la aparición de este volumen.

## Trama
Los cuentos de Fafhrd y el Ratonero gris siguen las vidas de dos pícaros pero agradables ladrones, y sus aventuras en el mundo de fantasía de Nehwon. En Espadas entre la niebla se enfrentan al odio concentrado de los ciudadanos de Lankhmar. En La nube del odio van por caminos separados, el Ratonero como matón a sueldo, y Fafhrd como acólito de una nueva religión (Tiempos difíciles en Lankhmar): se recuperan después de una reconciliación con un viaje por mar (Su amante, el mar), invaden los aposentos de una deidad del mar ausente (Cuando el rey del mar está ausente), atraviesan un pasaje al otro mundo (La bifurcación equivocada) y realizan una búsqueda extraña en un castillo rodeado de niebla (Gambito del adepto).